# George Montagu, 2. hrabě z Halifaxu
George Montagu, 2. hrabě z Halifaxu (George Montagu-Dunk, 2nd Earl of Halifax, 2nd Viscount Sunbury, 3rd Baron Halifax) (6. října 1716 – 8. června 1771) byl britský státník, generál a dvořan z významného šlechtického rodu Montagu, jeho strýc Charles Montagu, 1. hrabě z Halifaxu byl v letech 1714-1715 britským premiérem. Od služby v armádě a v nižších funkcích u dvora přešel jako stoupenec toryů do politiky. Během dvaceti let byl ministrem kolonií, zahraničí, vnitra, námořnictva a místokrálem v Irsku, na počátku vlády Jiřího III. patřil k nejvlivnějším osobnostem Velké Británie. Získal Podvazkový řád, jeho jméno nese Halifax, hlavní město v Novém Skotsku.

## Politická kariéra

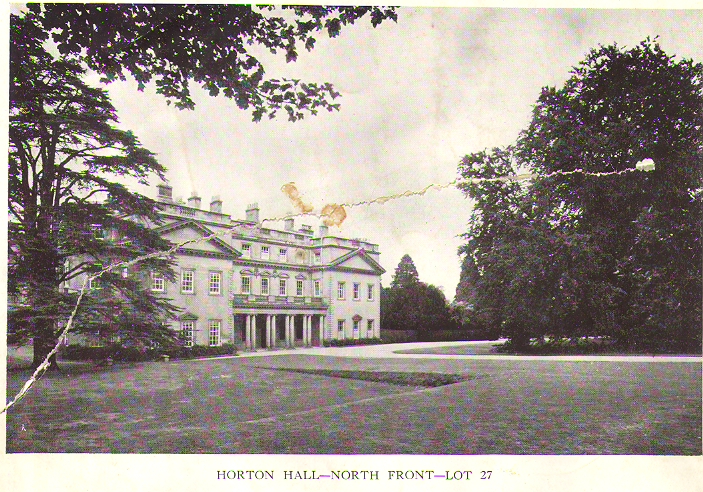
Zámek Horton Hall v hrabství Northamptonshire

Byl prasynovcem státníka 1. hraběte z Halifaxu, pocházel z početné rodiny George Montagu, 1. hraběte z Halifaxu (1684-1739), a jeho druhé manželky Mary Lumley (1690-1726), dcery 1. hraběte ze Scarborough. Byl jediným synem a měl šest sester. Studoval v Etonu a v Cambridge, po otci zdědil v roce 1739 titul hraběte z Halifaxu s členstvím ve Sněmovně lordů. Svou kariéru zahájil u dvora nejprve jako komoří prince waleského (1743-1744), poté byl nejvyšším lovčím království (1744-1746) a královským sudím v jižních hrabstvích (1746-1748). Za války o rakouské dědictví sloužil také v armádě a v roce 1745 dosáhl hodnosti plukovníka.
Jako stoupenec toryů se ve dvaatřiceti letech stal členem vlády ve funkci prezident úřadu pro obchod a kolonie (1748-1761), od roku 1749 byl též členem Tajné rady. Podporoval rozvoj zámořských kolonií v severní Americe a obchod s nimi, proslul jako schopný administrátor, ale jako extrémně zkorumpovaný politik neměl příliš dobrou pověst. Jako vlivný člen vlády byl již mimo aktivní vojenskou službu, v návaznosti na svou předchozí službu ve válce dosáhl ale i kariérního postupu v armádě (generálmajor 1755, generálporučík 1759). Vrcholu kariéry dosáhl po nástupu Jiřího III., který podporoval stranu toryů. Halifax tehdy spolu s G. Grenvillem patřil k nejvlivnějším státníkům a v první polovině 60. let 18. století vystřídal několik dalších funkcí. Byl místokrálem v Irsku (1761-1763), prvním lordem admirality (1762), státním sekretářem zahraničí (1762-1763) a vnitra (1763-1765). V roce 1764 získal Podvazkový řád, do vlády se vrátil po několikaleté přestávce v rámci Northova kabinetu jako lord strážce tajné pečeti (1770-1771), v lednu 1771 se stal znovu státním sekretářem zahraničí, ale zemřel v červnu téhož roku.

## Rodinné a majetkové poměry
V roce 1741 se oženil s Anne Richards (1726-1753), dědičkou bohatého podnikatele Sira Thomase Dunka. Na základě toho Halifax později užíval příjmení Dunk-Montagu. Z jejich manželství pocházely tři dcery, z nichž dvě zemřely v mládí, nejmladší Elizabeth (†1768) se provdala za příbuzného Johna Montagu, 5. hraběte ze Sandwiche (1743-1814).
Jeho majetkem byl dnes již neexistující zámek Horton Hall v hrabství Northamptonshire, v Londýně nechal postavit palác Hampton Court House (1757).